# Hemiargus bahamensis
Hemiargus bahamensis är en fjärilsart som beskrevs av Clench 1943. Hemiargus bahamensis ingår i släktet Hemiargus och familjen juvelvingar. Inga underarter finns listade i Catalogue of Life.